# The Secret Life of… (album)
A The Secret Life of… a The Veronicas ausztrál együttes debütáló stúdióalbuma, mely 2005. október 17-én jelent meg a Sire Records gondozásában. Ausztráliában négyszeres platina minősítést szerzett. Új-Zélandon ötödik, a Billboard Top Heatseekers listán pedig harmadik lett. Az Egyesült Államokban mintegy 50 000 példány kelt el belőle. 2007 elején világszerte megjelent a lemez. A kislemezek Ázsiában és Európában is sikeresek voltak.
Az album első kislemeze a 4ever, melyet az amerikai és ausztrál rádiók egyaránt játszottak. Az ARIA listáján második lett, a Hot Dance Club Play listán 20., a Billboard Pop 100 listáján pedig 90 lett.
Egy limitált kiadású DVD is megjelent az amerikai változattal. Két extra számot és videót tartalmazott, melyek csak online voltak elérhetőek.
2006 szeptemberében három díjra jelölték a lányokat, melyből egyet nyertek meg (Best Pop Release).
Az album egy évig volt jelent az ARIA albumlistáján.
A Secret című dal a Dance! Onlineon is megjelent, mely egy online játék.
Gyakran tévesen The Secret Life of The Veronicas címen említik az albumot.

## Kereskedelmi fogadtatás
Ausztráliában az album hetedik helyen debütált az ARIA albumlistáján 2005. október 30-án. Hosszú idő után a második helyre jutott a lemez, ahol két hétig maradt. 2005 végére megkapta a platina minősítést, 2006-ra már négyszeres platinalemez lett, 280 000 eladott példány után.. Új-Zélandon ötödik lett 2006-ban. 7500 példány után arany minősítést szerzett az album.
Az Egyesült Államokban a Billboard 200 listáján 133. lett, viszont csak két hetet töltött a listán, 14 556 elkelt lemez után. A Billboard Top Heatseekers slágerlistán a harmadik helyet szerezte meg, ahol tíz hetet töltött.
Európában az album Belgiumban az Ultratop 50 albumlistán ért el 11. helyezést. Tizenkilenc héten át maradt a listán. Hollandiában 75. lett, Svájcban 61. helyezést ért el.

## Kislemezek
A 4ever az album első kislemezeként jelent meg 2005. augusztus 15-én. A kislemez elsősorban Ausztráliában volt sikeres, ahol második lett az ARIA listáján. Új-Zélandon hetedik lett.
Európában Ausztriában, Belgiumban, Németországban, Olaszországban és Svájcban top 40-es lett a szám. Az Egyesült Államokban 12. lett a Bubbling Under Hot 100 Singles listán. Az Everything I’m Not második kislemezként jelent meg Ausztráliában és Új-Zélandon. Előbbiben kilencedik, utóbbiban tizedik lett. Az Ultratip listán 3. lett Belgiumban. A When It All Falls Apart lett a harmadik kislemez Ausztráliában, Új-Zélandon és Európában, az Egyesült Államokban másodikként jelent meg. Ausztráliában és Új-Zélandon is 7. lett. Belgiumban 18., Hollandiában 83. lett. A Revolution jelent meg a korong negyedik kislemezeként Ausztráliában. 2006. augusztus 7-én jelent meg, 18. lett az ARIA listáján. Utolsó kislemezként Leave Me Alone jelent meg. 41. lett Ausztráliában, és mindössze két hetet töltött a top 50-ben.

## Promóció
A The Veronicas számtalan rendezvényen jelent meg világszerte. Többek között: Dancing with the Stars, Rove Live, Sunrise és Total Request Live (Olaszországban és Ausztráliában). 2005. október 2-án 4ever című számukat a 2005 NRL Grand Finalon adták elő. A 2006 ARIA Music Awardson, a 2006-os MTV Australia Video Music Awardson és 2006 Belgium TMF Awardson is felléptek.
A Related című televíziós műsorban is felléptek. A műsorban többször megjelentek, és dalaikat is rendszeresen játszották. Beautiful People című műsorban is megjelentek, ahol Revolution című számukat adták elő. 4ever című dalukat a She’s the Man című 2006-os filmben játszották.
A lányok 2006 január 28-tól március 3-ig az Egyesült Államokban turnéztak, majd áprilisban Ausztráliában adtak koncerteket. 2006 augusztusában a Revolution Tour keretében járták körbe Ausztráliát. Ryan Cabrera turnéjának amerikai állomásán is megjelentek. Később Ashlee Simpson mellett is turnéztak volna, viszont Lisa megbetegedett.

## Az albumon szereplő dalok listája
1. 4ever (Lukasz "Dr. Luke" Gottwald, Max Martin) – 3:30
2. Everything I’m Not (Gottwald, Martin, Jess Origliasso, Lisa Origliasso, Rami) – 3:24
3. When It All Falls Apart (Josh Alexander, J. Origliasso, L. Origliasso, Billy Steinberg) – 3:15
4. Revolution (Chantal Kreviazuk, Raine Maida) – 3:07
5. Secret (Toby Gad, J. Origliasso, L. Origliasso) – 3:34
6. Mouth Shut (Toby Gad, J. Origliasso, L. Origliasso) – 3:39
7. Leave Me Alone (Alexander, J. Origliasso, L. Origliasso, Steinberg) – 3:31
8. Speechless (Toby Gad, J. Origliasso, L. Origliasso) – 3:58
9. Heavily Broken (Eric Nova, J. Origliasso, L. Origliasso) – 4:17
10. I Could Get Used to This (Alexander, J. Origliasso, L. Origliasso, Steinberg) – 3:16
11. Nobody Wins (Kara DioGuardi, Clif Magness, J. Origliasso, L. Origliasso) – 3:53
12. Mother Mother (Tracy Bonham) – 3:07

### Európai és brazil kiadás
1. A Teardrop Hitting the Ground (Rick Nowels, Kelli Ali) - 3:13

### Amerikai kiadás
1. How Long (Malcolm Pardon, Fredrik Rinman, J. Origliasso, L. Origliasso) - 3:53
2. Did Ya Think (Kara DioGuardi, Clif Magness, J. Origliasso, L. Origliasso) - 2:45

DVD:
1. 4ever (music video)
2. Everything I’m Not (music video)
3. The Making Of: The "Everything I'm Not" Music Video
4. Behind the Scenes footage

## Megjelenések
| Ország             | Dátum              | Kiadó        | Formátum               |
| ------------------ | ------------------ | ------------ | ---------------------- |
| Ausztrália         | 2005. október 17.  | Sire Records | CD                     |
| Új-Zéland          | 2006. január 31.   | Warner Music | CD, digitális letöltés |
| Egyesült Államok   | 2006. február 14.  | Sire Records | CD                     |
| Egyesült Királyság | 2006. február 15.  | Sire Records | CD                     |
| Németország        | 2006. november 17. | Warner Music | CD                     |